# Kanton Roanne-Nord
Der Kanton Roanne-Nord war von 1973 bis 2015 ein französischer Wahlkreis im Arrondissement Roanne, im Département Loire und der Region Rhône-Alpes. Hauptort war Roanne.

## Gemeinden
| Gemeinde         | Einwohner Jahr | Fläche km² | Bevölkerungsdichte | Code INSEE | Postleitzahl |
| ---------------- | -------------- | ---------- | ------------------ | ---------- | ------------ |
| La Bénisson-Dieu | 432 (2013)     | –          | – Einw./km²        | 42016      | 42720        |
| Briennon         | 1721 (2013)    | –          | – Einw./km²        | 42026      | 42720        |
| Mably            | 7673 (2013)    | –          | – Einw./km²        | 42127      | 42300        |
| Roanne           | 35.507 (2013)  | –          | – Einw./km²        | 42187      | 42300        |

Von der Stadt Roanne lag nur ein Teilbereich im Kanton. Angegeben ist die Gesamteinwohnerzahl. Der südliche Teil der Stadt gehörte zum Kanton Roanne-Sud.